# Renard argenté domestiqué
Espèce
Synonymes
- Vulpes Vulpes f. amicus Beliaïev, 1959 (Protonyme)

Le Renard argenté domestiqué (Vulpes vulpes forma amicus), également connu sous les noms de renard domestique, mais vendu sous le nom « renard de Sibérie », est une forme domestiquée de renard roux, notamment le renard argenté. Sous l’effet d’un élevage sélectif, ces nouveaux renards sont devenus plus dociles et ont développé des traits typiquement canins.
Cet élevage expérimental, résultat de cinquante années de recherche, en URSS puis en Russie, a été mis en place en 1959 par le scientifique soviétique Dmitri Konstantinovitch Beliaïev (1917-1985). Il se poursuit actuellement à l'Akademgorodok de Novossibirsk (littéralement « cité académique »), un quartier de cette ville de Sibérie, à l’Institut de cytologie et de génétique, sous la supervision de Lioudmila Nikolaïevna Trout.
En 2019, une équipe américano-britannique a remis en question certaines conclusions tirées selon elle abusivement (parfois par la culture populaire et non les chercheurs russes eux-mêmes) de cette domestication expérimentale, notamment celles concernant le syndrome de domestication (l'expérience restant toutefois avant tout « une ressource pour la recherche en génomique et en biologie du comportement »), dans la mesure où la souche de renards utilisés par Dmitri Beliaïev provenait d'un élevage pour la fourrure, où certains caractères pourraient avoir été présélectionnés,.

## L'expérience initiale

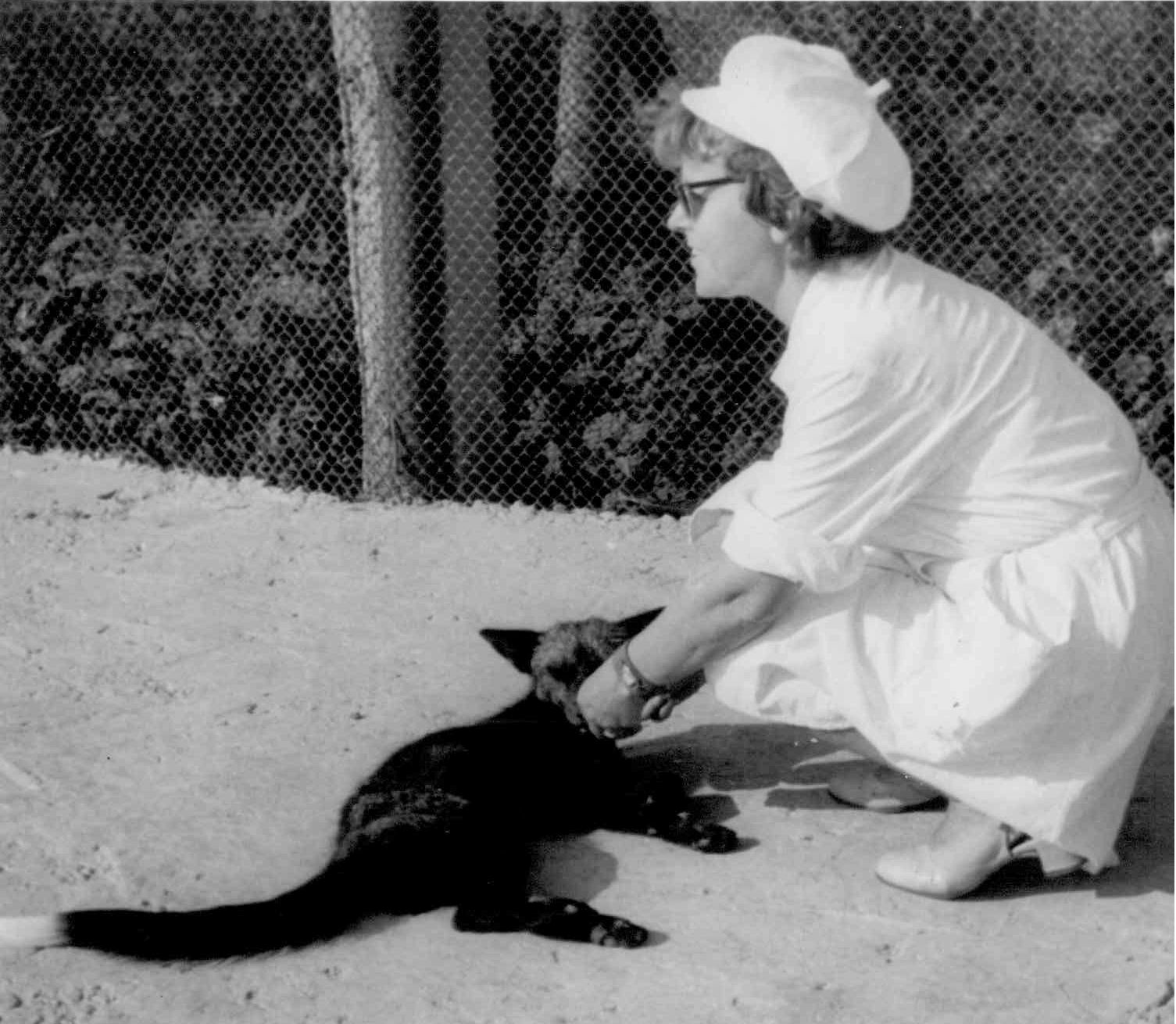
Lioidmila Trout, la superviseuse de l’élevage expérimental, avec un renard argenté domestiqué

L’expérience avait été lancée par des scientifiques intéressés par le thème de la domestication et le processus par lequel les loups sont devenus des chiens apprivoisés et domestiqués.
Ils avaient remarqué chez les chiens adultes le maintien de traits juvéniles, à la fois morphologiques, comme des crânes plus larges que la normale par rapport à leur longueur, et comportementaux, comme les gémissements, les aboiements et les attitudes de soumission.
À une époque où le lyssenkisme (théorie génétique pseudoscientifique prônée par Trofim Lyssenko) était une doctrine d’État officielle, l’engagement de Dmitri Beliaïev pour la génétique classique lui coûta son poste à la tête du département pour l’élevage des animaux à fourrure, au laboratoire central de recherche pour la fourrure d’élevage de Moscou en 1948. Durant les années 1950, il poursuivit ses recherches en génétique sous le couvert d’études sur la physiologie animale.
Dmitri Beliaïev pensait que le facteur sélectionné lors de la domestication n’était ni la taille ni la reproduction, mais des traits comportementaux, en particulier la propension à la domestication. Il effectua la sélection en fonction de la faible distance de fuite, c'est-à-dire la distance minimale à laquelle l’animal pouvait être approché jusqu’à ce qu’il cherche à fuir. La sélection de ce comportement imitait le processus naturel de sélection qui avait dû se produire chez les ancêtres des chiens. Beliaïev pensait que la domesticabilité, plus que n’importe quel autre trait, avait certainement déterminé la capacité d’adaptation d’un animal à la vie avec les humains. Puisque le comportement prend ses racines dans la biologie, sélectionner pour l’apprivoisement et contre l’agressivité revenait à sélectionner des modifications physiologiques des systèmes qui gouvernent les hormones et la neurochimie de l’organisme. Dmitri Beliaïev décida de tester sa théorie en apprivoisant des renards, plus précisément le Renard argenté, une version plus foncée du Renard roux. Il en soumit une population à un processus d'apprivoisement qui impliquait une forte pression sélective pour une domesticabilité innée.
Les scientifiques russes possèdent ainsi aujourd’hui une population de renards domestiqués dont le tempérament et le comportement diffèrent fondamentalement de ceux de leurs ancêtres sauvages. On peut constater d’importants changements physiologiques et morphologiques, tels que des pelages marbrés ou tachetés. D’après de nombreux scientifiques, ces changements liés à la sélection pour la domesticabilité sont dus à une production plus faible d’adrénaline chez la nouvelle race, ce qui provoquerait des changements physiologiques en très peu de générations et générerait ainsi de nouvelles combinaisons génétiques inédites chez les espèces d’origine. Ceci montre que la sélection pour la domesticabilité (c'est-à-dire la faible distance de fuite) produit des changements qui influencent également l’apparition d’autres traits typiquement canins, tels que la queue dressée et le fait d’être en chaleur deux fois plutôt qu’une seule fois par an.
Les renards domestiqués ont plus de sérotonine, moins d'adrénaline et leur période de reproduction n'a plus lieu une fois par an vers janvier février comme les renards sauvages, mais des accouplements ont lieu en dehors de cette période. L'apparence présente également des différences par rapport à la version « sauvage » : la fourrure peut présenter des couleurs variées (blanc, roux, etc.) et même présenter des taches de couleur ; les oreilles sont parfois tombantes ; le museau peut être raccourci ou allongé ; les pattes, raccourcies, etc. Des traits juvéniles de néoténie apparaissent également.
Le centre de recherche a également tenté l’élevage de renards féroces pour étudier les comportements agressifs. Ces renards ont tendance à mordre les humains et ne montrent par ailleurs aucun signe de peur.

## Situation actuelle du projet de recherche
À la suite de la chute de l’Union soviétique, le centre a rencontré de sérieuses difficultés financières. On comptait 700 renards apprivoisés en 1996, mais en l’absence de fonds pour la nourriture et les salaires ce nombre a dû être réduit à 100 en 1998. La plupart des dépenses du centre sont couvertes par la vente de renards comme animaux domestiques ; cependant la situation financière reste délicate et de nouvelles sources de financement externes sont recherchées.
Un article portant sur les différences génétiques entre deux populations de renards, publié dans la revue scientifique américaine Current Biology, décrit une expérience où, à l’aide de puces à ADN, l’expression différentielle de gènes a été étudiée dans trois groupes : des renards domestiqués, d’autres non domestiqués mais élevés dans la même ferme et des renards sauvages. Quarante gènes différaient entre les renards domestiqués et ceux non domestiqués élevés dans la même ferme, alors que 2700 gènes différaient entre ces deux groupes et les renards sauvages. Les auteurs n’ont pas analysé les implications fonctionnelles de ces différences dans l’expression des gènes.
Une autre étude publiée dans une autre revue, Behavior Genetics, présente un système de mesure du comportement du renard dont on espère qu’il sera utile pour établir une carte des LCQ (locus de caractères quantitatifs) et ainsi établir les bases génétiques des comportements dociles et agressifs chez cette espèce.
En l'honneur du centenaire de la naissance de Dmitry Konstantinovitch Belyaev, une statue a été érigée près de l'Institut de cytologie et de génétique (ru) de la division sibérienne de l'Académie des sciences de Russie. Elle représente un renard apprivoisé tendant une patte au scientifique.